# Fernando del Valle
Pour les articles homonymes, voir Del Valle.
Fernando del Valle, né le 28 février 1964, est un ténor américain. Son nom véritable selon l'état civil est Brian Skinner.
Il prend le pseudonyme de Fernando del Valle en hommage à son grand-père, Fernando Mélendez del Valle, également ténor de son temps,. Il descend d'Andrés del Valle, président du Salvador (1876) en tant qu'arrière-arrière-petit-fils, et du colonel José Maria San Martin, président du Salvador (1854-56) et fondateur de Sainte-Thècle au Salvador,.

## Biographie
Fernando del Valle naît aux États-Unis, à La Nouvelle-Orléans, en Louisiane. Il est licencié de l'université Tulane ainsi que de l'université méthodiste du Sud à Dallas
au Texas, où il reçoit une bourse de l'Opéra. Il est ancien élève du Merola Opera Program de l'Opéra de San Francisco où il étudie de 1992 à 1993. Plus tard, il remporte le concours du Bel canto à Chicago, s'installe par la suite en Italie où il sera l'élève de Carlo Bergonzi et de Thomas Hayward.

### Les débuts
Fernando del Valle débute à l'opéra à l'âge de dix-sept ans (1981) dans le rôle de premier berger dans Venus et Adonis de Blow, à l'université du Sud de Loyola.
L'année suivante, il chante en soliste la Passion de Saint Matthieu de Bach, sous la direction de l'orchestre philharmonique de La Nouvelle-Orléans. Puis il débute au Boston's Jordan Hall (1986) avec l’Oratorio de Noël de ce même compositeur, en tant que gagnant du concours de "The Boston Premiere Ensemble".
Le printemps suivant, il se produit au Alice Tully Hall, au Lincoln Center, avec la Beethoven Society of New York.
Il poursuit par ailleurs sa carrière comme ténor de concert avec pour répertoire la Messe Solennelle de Beethoven, les requiems de Verdi, de Britten et de Lloyd Webber.
Il fait son entrée au Carnegie Hall (1993) avec la Messe en ut mineur de Mozart.
Puis il chante des solos pour ténor (1994) dans Le Messie de Georg Friedrich Haendel, pour l'orchestre symphonique de Dallas, au Morton H. Meyerson Symphony Center.
Il débute en Europe en chantant dans la Symphonie nº 9 de Beethoven avec l'orchestre symphonique de Milan Giuseppe Verdi en 1995.
Il interprète son premier opéra européen dans le rôle de Don José, dans Carmen, au théâtre communal de Trévise, sous la direction de Peter Maag, et sous la supervision vocale de Regina Resnik.
Puis il joue Rodolfo dans La Bohème au Teatro dell'Opera di Roma, sous la direction de Vladimir Jurowski.

### De 1997 à nos jours
Del Valle joue cette même année 1997 Don José au grand théâtre La Fenice à Venise, suivi de Pinkerton dans Madame Butterfly au Palm Beach Opera (en) et de Faust à Colmar.
Un an plus tard, il fait ses débuts en Allemagne à l'opéra de Francfort dans le rôle de Rodolfo, ainsi qu'en Irlande, au festival de Wexford, dans le rôle de Paolo, dans Fosca d'Antônio Carlos Gomes.
Suivent alors plusieurs engagements successifs d'importance, qui lui font parcourir le monde depuis 1999, dont des représentations à Francfort, Maastricht, Düsseldorf, Berlin, l’orchestre symphonique national de la RAI, Brême, Bergen, Costa Rica, Munich, Helsinki, Belo Horizonte au Brésil, Bari, Baveno, Wiesbaden, Mannheim, Karlsruhe, Cassel et Hambourg.
Le théâtre d'État de Darmstadt sous la direction de Marc Albrecht, l'engage comme premier ténor pendant plusieurs années suivies de représentations en Israël, en Corée, à Catane, à Sydney, à Lisbonne et à Prague.
Son portrait est peint en 2003 par Ricarda Jacobi, élève d'Oskar Kokoschka.
À l'occasion du cent-cinquantième anniversaire de Santa Tecla (Salvador) (1854-2004), del Valle est invité par Ernesto Rivas-Gallont, ancien ambassadeur du Salvador, à donner deux concerts. Conformément au souhait du ténor le premier aura lieu le 23 septembre, jour de la Thècle d'Iconium.

### Santé
En 1995, à l'âge de 31 ans, on a diagnostiqué que Fernando del Valle a le diabète sucré (diabète de type 1). Aujourd’hui il souffre aussi de la rétinopathie diabétique, le glaucome, la dégénérescence maculaire, l'œdème maculaire et la neuropathie diabétique,.

## Répertoire des rôles chantés sur scène
Bizet
- Carmen – Don José
- Les Pêcheurs de perles - Nadir

Arrigo Boito
- Mefistofele – Faust

Donizetti
- L'elisir d'amore – Nemorino
- Lucia di Lammermoor – Edgardo
- Lucrezia Borgia – Rustighello

Umberto Giordano
- Andrea Chénier – rôle-titre

Antônio Carlos Gomes
- Fosca – Paolo
- Salvator Rosa – rôle-titre

Gounod
- Faust – rôle-titre

Franz Lehar
- Die lustige Witwe – Camille de Rosillon

Leoncavallo
- Pagliacci – Canio

Pietro Mascagni
- Cavalleria rusticana – Turiddu

Massenet
- Manon – des Grieux
- Werther – rôle-titre

Jacques Offenbach
- Les Contes d'Hoffmann – rôle-titre

Puccini
- La fanciulla del West – Dick Johnson
- Tosca – Cavaradossi
- La Bohème – Rodolfo
- Madame Butterfly – B.F. Pinkerton
- Manon Lescaut – des Grieux
- Le Villi – Roberto

Richard Strauss
- Salome – Narraboth
- Die Frau ohne Schatten – La voix du jeune adonis

Giuseppe Verdi
- Attila – Foresto
- I Lombardi alla prima crociata – Oronte
- La traviata – Alfredo Germont
- Macbeth – Macduff
- Nabucco – Ismaele
- Rigoletto – le duc de Mantoue

Richard Wagner
- Tannhäuser – Walther von der Volgelweide
- Der Fliegende Holländer – Le timonier
- Tristan und Isolde – La voix d'un jeune marin

## Discographie
- Antonín Dvořák : Stabat Mater op. 58, chœur académique de Zurich, orchestre universitaire d'Innsbruck, décembre 2010
- Edward Elgar : Le rêve de Gerontius, Sydney Philharmonia Choirs, enregistré live à l'Opéra de Sydney, 13 juin 2010
- Beethoven : Symphonie no 9, Orchestra sinfonica di Roma, La Vecchia, ASIN: B003916FH6 (Allegro)
- Antônio Carlos Gomes : Salvator Rosa (opéra), Patrick Shelly, Dorset Opera et l'union des musiciens de Grande-Bretagne, ASIN:B000G16FG6
- « Arias » avec Eraldo Salmieri, Orchestre national symphonique de Sofia, producteur Michael A. Skinner, ASIN: B00004RKGZ
- Magna res est amor, Martin Sander, orgue, ASIN: B00008ZAZD
- Verdi : Requiem, John Nelson avec l'orchestre philharmonique de Rhénanie-Palatinat, ASIN: B00IT6SHTA (Naxos)